# Bai’e
Bai'e är en socken i Kina. Den ligger i provinsen Jiangxi, i den sydöstra delen av landet, omkring 320 kilometer söder om provinshuvudstaden Nanchang. Antalet invånare är 16 661. Befolkningen består av 8 698 kvinnor och 7 963 män. Barn under 15 år utgör 34 %, vuxna 15-64 år 56 %, och äldre över 65 år 8,0 %.
Runt Bai'e är det ganska tätbefolkat, med 155 invånare per kvadratkilometer. Närmaste större samhälle är Zishan, 17,1 km norr om Bai'e. I omgivningarna runt Bai'e växer i huvudsak blandskog.
Genomsnittlig årsnederbörd är 1 965 millimeter. Den regnigaste månaden är maj, med i genomsnitt 358 mm nederbörd, och den torraste är oktober, med 19 mm nederbörd.